# Orocrambus tuhualis
Orocrambus tuhualis là một loài bướm đêm trong họ Crambidae.